# آزمایش بومرنگ

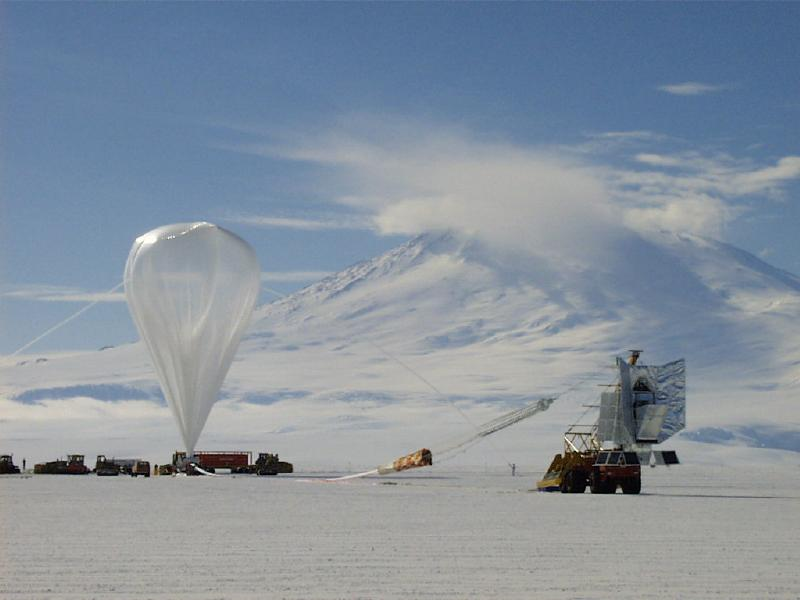
تلسکوپ برای پرواز آماده می‌شود.

آزمایش مشاهدات بالونی تابش میلیمتری فراکهکشانی و ژئوفیزیک (به انگلیسی: Balloon Observations Of Millimetric Extragalactic Radiation ANd Geophysics) که به اختصار بومِرَنگ (BOOMERanG) نامیده می‌شود، نام آزمایشی ست که تابش زمینه کیهانی بخشی از آسمان را در حین پرواز سه بالون نیمه‌مداری (ارتفاع بالا) اندازه گرفت. این نخستین آزمایشی بود که تصاویر با کیفیت بالا از ناهمسانگردیهای دمایی تابش زمینه کیهانی (CMB) ارائه داد. با استفاده از تلسکوپی که در ارتفاع بیش از ۴۲۰۰۰ متر پرواز می‌کند، جذب اتمسفری ریزموج‌ها به حداقل رسید. این روش نسبت به استفاده از ماهوارهها هزینه بسیار کمتری داشت، اما تنها بخش کوچکی از آسمان را رصد می‌نمود.